# Nicole Flagothier
Nicole Flagothier (Rocourt, 9 januari 1966) is een voormalig Belgische judoka. Flagotiers haalde een zilveren en bronzen medaille op een Wereldkampioenschap en verschillende podiumplaatsen op EK's. Daarnaast werd ze negen keer Belgisch kampioen en nam ze in 1992 deel aan de Olympische Spelen

## Palmares
2000
- Belgisch kampioenschap -52 kg

1998
- World Cup Roma -52 kg
- World Cup Warschou -52 kg

1997
- Europees kampioenschap voor teams -52 kg (samen met Inge Clement)
- Wereldkampioenschap -52 kg
- World Cup 's-Hertogenbosch -52 kg
- World Cup Praah -52 kg
- Belgisch kampioenschap -52 kg
- World Cup Parijs -52 kg

1996
- Europees kampioenschap -52 kg
- World Cup Warschou -52 kg
- World Cup Boedapest -52 kg
- Masters -52 kg
- Belgisch kampioenschap -52 kg

1995
- World Cup Basel -52 kg

1993
- 7e Wereldkampioenschap -56 kg
- Europees kampioenschap -56 kg
- World Cup Praag -56 kg
- Masters -56 kg
- Belgisch kampioenschap -56 kg

1992
- 5e Olympische Spelen -56 kg
- Europees kampioenschap -56 kg
- Belgisch kampioenschap -56 kg

1991
- Wereldkampioenschap -56 kg
- World Cup Leonding -56 kg
- Belgisch kampioenschap -56 kg

1990
- Europees kampioenschap -56 kg
- Masters -56 kg
- Belgisch kampioenschap -56 kg

1989
- 7e Wereldkampioensch -56 kg
- 7e Europees kampioenschap -56 kg
- Belgisch kampioenschap -56 kg

1988
- Europees kampioenschap voor teams -56 kg
- Masters -56 kg
- Belgisch kampioenschap -56 kg

1987
- 5e Europees kampioenschap -56 kg
- Belgisch kampioenschap -56 kg

1986
- Belgisch kampioenschap -56 kg